# ㅒ

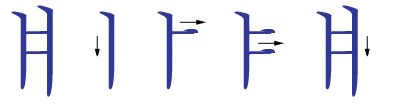
筆順

ㅒは、ハングルを構成する母音字母のひとつ。
呼称はイェ（얘）。字母ㅑとㅣを組み合わせて作った合成字母である。始めと終わりで音色の異なる二重母音を表す。

## 音声
母音/ㅣ/[i]の構えから/ㅐ/[ɛ]を調音したときに生じる音。単独で発音した場合、硬口蓋半母音[j]による[jɛ]である。この字母が子音字母に後続する場合は少なく、漢字語では全く存在せず、固有語では「걔、쟤」しかない。これらは子音の後で実質上、/ㅐ/で発音されている。一方、外来語で「섀」などが使われるが、これは英語のshadowなどの[ʃæ]を表すために使われている。
/ㅐ/が/ㅔ/と区別されなくなっているのと同様、/ㅖ/との発音上の区別がなくなってきている。

## ラテン文字転写
文化観光部2000年式、マッキューン＝ライシャワー式ともにyaeと表記される。

## 文字コード
| 名称                 | 種類   | コード | HTML実体参照コード | 表示 |
| HANGUL LETTER YAE    | 単体   | U+3152 | &#12626;           | ㅒ   |
| HANGUL JUNGSEONG YAE | 中声用 | U+1164 | &#4452;            | ᅤ     |